# کوکو (شاهبوز)
کوکو (به لاتین: Kükü، به ارمنی: کوکی Կուքի) یک منطقه مسکونی در جمهوری آذربایجان است که در شهرستان شاهبوز واقع شده‌است. کوکو ۱۴۶۶ نفر جمعیت دارد.